# Sylvia Wynter
Pour les articles homonymes, voir Wynter.
Sylvia Wynter, née le 11 mai 1928 à Cuba, est une philosophe, essayiste, romancière et dramaturge jamaïcaine. Ses travaux théoriques puisent dans les sciences naturelles, les sciences humaines, l'art et les luttes anti-coloniales, afin de renverser ce qu'elle nomme la « surreprésentation de l'Homme ». Figure importante des African-American studies, Sylvia Wynter est l'autrice d'un nombre importants de travaux philosophiques dont les domaines d'analyse sont variés : physique, neurobiologie, histoire, économie, théorie critique, théorie littéraire, théorie du cinéma, féminisme, critique de la colonialité, études des religions.

## Biographie
Sylvia Wynter naît le 11 mai 1928 à Cuba. Ses parents, Percival Wynter, un tailleur, et Lola Maude (née Reed), une actrice, sont jamaïcains, mais ils résident alors dans la province d'Oriente. Elle retourne en Jamaïque avec ses parents à l'âge de deux ans. Elle suit ses études au Lycée St. Andrew pour filles. En 1946, elle reçoit la Jamaica Centenary Scholarship for Girls qui lui ouvre les portes du King's College, Université de Londres. En 1949, elle obtient son baccalauréat en langues modernes (espagnol) de l'Université de Londres et sa maîtrise en décembre 1953. Son mémoire est une présentation critique de la comédie du siècle de l'âge d'or espagnol A lo que obliga el honor par l'écrivain marrane Antonio Enrìquez Gomez.
Entre 1954 et 1959, elle voyage à travers l'Europe, réside en Norvège, Suède, Italie et Espagne. Elle se marie avec Hans Ragnar Isachsen, un pilote norvégien, dont elle a une fille Annemarie. Elle s'investit dans le monde du théâtre, fait de la danse et écrit. En 1958, elle rencontre l'écrivain guyanien Jan Carew, qui deviendra son deuxième mari et avec qui elle aura un fils,.
Elle a écrit et produit des pièces radiophoniques pour la BBC. Elle a été professeure à l'université des Indes occidentales, l'université du Michigan, l'université de Californie et l'université Stanford. En 2009, l'Université des Indes occidentales lui remet un doctorat honorifique et elle reçoit l'Ordre de Jamaïque en 2010. En 2018, le King's College lui décerne un doctorat honorifique. Le cœur de son œuvre littéraire tourne autour du théâtre et de la critique littéraire. En tant que philosophe, elle analyse les conséquences des conceptions européennes du monde.

## Œuvres
Romans
- The Hills of Hebron, Londres, Jonathan Cape, 1962.

Théâtre
- Shh... It's a Wedding (1961)
- Miracle in Lime Lane (1962)
- 1865 Ballad for a Revolution (1965)
- Maskarade (1979)

Essais
- « We Must Learn to Sit Down Together and Talk about a Little Culture: Reflections on West Indian Writing and Criticism: Part One », in Jamaica Journal, vol. 2, n° 4, 1968, p. 23–32.
- « We Must Learn to Sit Down Together and Talk about a Little Culture: Reflections on West Indian Writing and Criticism: Part Two », in Jamaica Journal, vol. 3, n° 1, 1968, p. 27–42.
- « History, Ideology, and the Reinvention of the Past in Achebe's Things Fall Apart and Laye's The Dark Child », in Minority Voices, vol. 2, n° 1, 1978, p. 43–61.
- « Beyond the Word of Man: Glissant and the New Discourse of the Antilles », in World Literature Today, vol. 63, 1989, p. 637–647.
- « Beyond Miranda's Meanings: Un/Silencing the 'Demonic Ground' of Caliban's Women », in Carole Boyce Davies et Elaine Savory Fido (éd.), Out of the Kumbla: Caribbean Women and Literature, Africa World Press, 1990, p. 355–372.
- « Columbus, The Ocean Blue and 'Fables that Stir the Mind': To Reinvent the Study of Letters », in Poetics of the Americas: Race, Founding and Textuality, vol. 8, n° 2, 1991, p. 251–286.
- « 1492 : A New World View », in Vera Lawrence Hyatt et Rex Nettleford (éd.), Race, Discourse, and the Origin of the Americas: A New World View, Smithsonian Institution Press, 1995, p. 5–57.
- « 'Genital Mutilation' or 'Symbolic Birth?' Female Circumcision, Lost Origins, and the Aculturalism of Feminist/Western Thought », Case Western Reserve Law Review, vol. 47, n° 2, 1997, p. 501–552.
- « Towards the Sociogenic Principle: Fanon, Identity, the Puzzle of Conscious Experience, and What It Is Like to be 'Black' », in Mercedes F. Durán-Cogan et Antonio Gómez-Moriana (éd.), National Identities and Socio-Political Changes in Latin America, New York, Routledge, 2001 p. 30–66.
- « Unsettling the Coloniality of Being/Power/Truth/Freedom: Towards the Human, After Man, Its Overrepresentation – An Argument », in CR: The New Centennial Review, vol. 3, n° 3, 2003,p. 257–337.
- « On How We Mistook the Map for the Territory and Re-Imprisoned Ourselves in Our Unbearable Wrongness of Being, of Désêtre: Black Studies Toward the Human Project », in Lewis R. Gordon et Jane Anna Gordon (éd.), Not Only the Master's Tools: African-American Studies in Theory and Practice, Paradigm, 2006, p. 107–169.

## Distinctions
- 2010 : Ordre de Jamaïque